# Heksafluororodan ksenonu
Heksafluororodan ksenonu, XeRhF
6 – nieorganiczny związek chemiczny rodu, fluoru i ksenonu, otrzymany przez Neila Bartletta w 1963 roku.

## Otrzymywanie
Heksafluororodan ksenonu otrzymano jako następstwo udanej syntezy pierwszego związku gazu szlachetnego – heksafluoroplatynianu ksenonu. Pewne nadzieje były w tym wypadku związane z syntezą pochodnej kryptonu, ale okazało się, że fluorek rodu(VI) jest w tym wypadku zbyt słabym czynnikiem utleniającym. Ksenon natomiast ulegał utlenieniu w bardzo prosty sposób; reagował on bowiem w fazie gazowej z RhF
6 tworząc krwistoczerwony produkt stały. Reakcję w uproszczony sposób można zapisać następująco:
Xe + RhF
6 → XeRhF
6
W podobnych reakcjach udało się otrzymać również inne związki tego typu – [XeF]+
[IrF
6]−
 oraz [XeF]+
[RuF
6]−

## Struktura
Wyniki doświadczeń wskazują, że skład fazy stałej, wyrażony jako stosunek ksenonu do RhF
6 zawiera się w granicach 1:1,0 – 1:1,05 oraz niewielką zawartość [XeF]+
[RhF
5]−
 w tworzonym układzie. W literaturze brakuje danych dotyczących bardziej zaawansowanych badań dotyczących struktury tego związku, pamiętać jednak należy, że w przypadku analogu platynowego, wyniki okazały się bardziej skomplikowane, niż początkowo sądzono – odkryto skomplikowany układ kationowo-anionowy obejmujący [XeF]+
[PtF
5]−
, [XeF]+
[Pt
2F
11]−
 i [Xe
2F
3]+
[PtF
6]−
 oraz układy polimeryczne.